# 焦万娜·阿尔德加尼
焦万娜·阿尔德加尼（義大利語：Giovanna Aldegani，1976年12月7日—），意大利前女子射箭运动员。她曾代表意大利参加1996年夏季奥林匹克运动会射箭比赛女子个人和女子团体两个小项。